# Santa Maria Madre della Misericordia
Santa Maria Madre della Misericordia é uma igreja de Roma localizada na Via dei Gordiani, no quartiere Prenestino-Labicano. É dedicada a Nossa Senhora das Mercês.

## História
A origem desta paróquia remonta à fundação de uma curadoria no ano de 1937 no interior da paróquia de Santi Marcellino e Pietro ad Duas Lauros como resposta ao crescimento de uma favela criada principalmente por pessoas desalojadas pelas demolições ordenadas pelo governo fascista no centro histórico de Roma. Cerca de cinco mil pessoas muito pobres e vivendo em condições precárias viviam na região.
A igreja foi projetada por Tullio Rossi e as obras terminaram em 1952. Em 15 de julho do mesmo, uma nova paróquia foi criada através do decreto Boni pastoris do cardeal-vigário Clemente Micara e entregue aos cuidados da Congregação dos Pobres Servos da Divina Providência de Verona, fundada por Giovanni Calabria ("Opera Don Calabria"). Mais tarde, ela foi devolvida ao clero da Diocese de Roma.
A favela original foi condenada e demolida no final do século XX e os habitantes foram levados para subúrbios mais para o leste. Porém, parte do local foi substituído por habitações pré-fabricadas para imigrantes indigentes e uma favela ainda mais precária surgiu mais ao sul da igreja.
O papa São João Paulo II visitou a igreja em 1 de maio de 1983.

## Descrição
O edifício consiste de uma única nave com cinco baias, com a entrada numa delas e a última, onde está o presbitério, mais rasa do que as outras três entre elas. O edifício conventual está encostado na terceira e na quarta baias à direita e um novo bloco foi acrescentado no fundo do presbitério, no mesmo eixo da igreja.
As paredes exteriores são cortadas por lesenas separando as baias. Para a esquerda, as três baias maiores se abrem em duas janelas retangulares cada uma; a baia da entrada conta com apenas uma. Para a direita há apenas quatro janelas por causa do convento. A estrutura é coberta por um telhado inclinado de uma única água.
O campanário fica no ângulo mais distante entre a igreja e o convento. Ele tem dois andares acima da linha do teto, o primeiro com uma grande janela retangular em cada fachada e o segundo mais baixo. O topo é coberto por uma cobertura piramidal telhada.
A igreja fica longe da rua, depois de um estacionamento, e a fachada propriamente dita é completamente lisa, se nenhum elemento arquitetônico com exceção de um gablete no topo que serve de plinto para uma estátua de Nossa Senhora das Mercês. Na frente está uma varanda fechada com seu próprio teto com gablete e também sem decoração. A porta única é circundada por painéis de madeira, formando um portal muito maior.
O interior é um grande salão muito simples com paredes brancas e um teto com vigas de madeira. As janelas retangulares estão decoradas com vitrais.